# Fondachelli-Fantina

Ubicació de Fondachelli-Fantina dins la província

Fondachelli-Fantina (sicilià Fantina) és un municipi italià, dins de la ciutat metropolitana de Messina. L'any 2009 tenia 1.234 habitants. Limita amb els municipis d'Antillo, Francavilla di Sicilia, Novara di Sicilia i Rodì Milici. És un dels pocs municipis on es parla la varietat siciliana del gal-sícul

## Administració
| Període | Identitat           | Partit |
| ------- | ------------------- | ------ |
| 2008-   | Francesco Pettinato | MpA    |